# Publio Palfurio
Publio Palfurio (en latín Publius Palfurius) fue un senador romano del siglo I, que desarrolló su carrera política bajo los imperios de Tiberio, Calígula, Claudio y Nerón.

## Carrera política
Su único cargo conocido fue el de consul suffectus en los meses de septiembre y octubre de 55, compartiendo honor con Séneca, quien había sido preceptor del joven emperador Nerón.

## Descendencia
Su hijo Marco Palfurio Sura fue un orador y filósofo estoico expulsado del Senado por el emperador Vespasiano.